# 北平体育研究社
北平体育研究社（ほくへいたいいくけんきゅうしゃ）は、1912年に北京で設立され、初代館長は北京市長、副館長は許禹生が選ばれた。
呉鑑泉（呉式太極拳二世）、楊澄甫（永年楊氏三世）、孫禄堂（孫式太極拳、形意拳、八卦掌）、劉恩綬（陰把槍）などの武術家が指導した。許禹生の著書には、「太極拳勢図解」（1921年）がある。
「太極拳勢図解」は、楊式太極拳において出版された著書ではもっとも古いとされる。